# Germanische SS

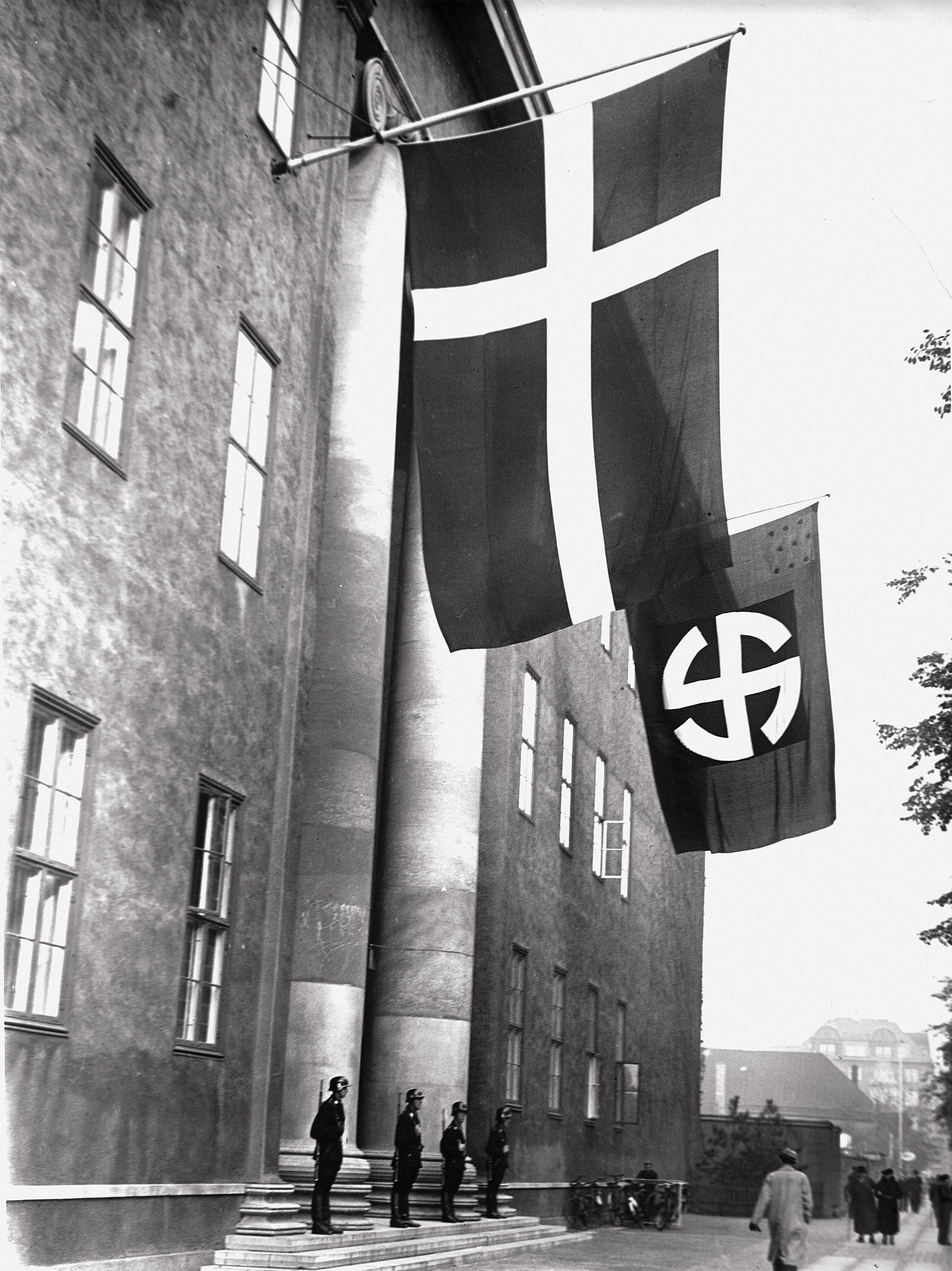
Hauptquartier des Schalburgkorps in Kopenhagen, Dänemark 1943

Germanische SS war die Sammelbezeichnung für jene SS-Einheiten, die zwischen 1939 und 1945 in den von Deutschland besetzten germanischsprachigen Staaten und Regionen entstanden sind. Diese wurden nach dem Vorbild der deutschen Allgemeinen SS geformt und galten nicht, wie die Waffen-SS, als militärische Einheiten. Trotzdem stellten zahlreiche ihrer Angehörigen im Zweiten Weltkrieg ausländische Freiwillige der Waffen-SS.

## Ursprünge

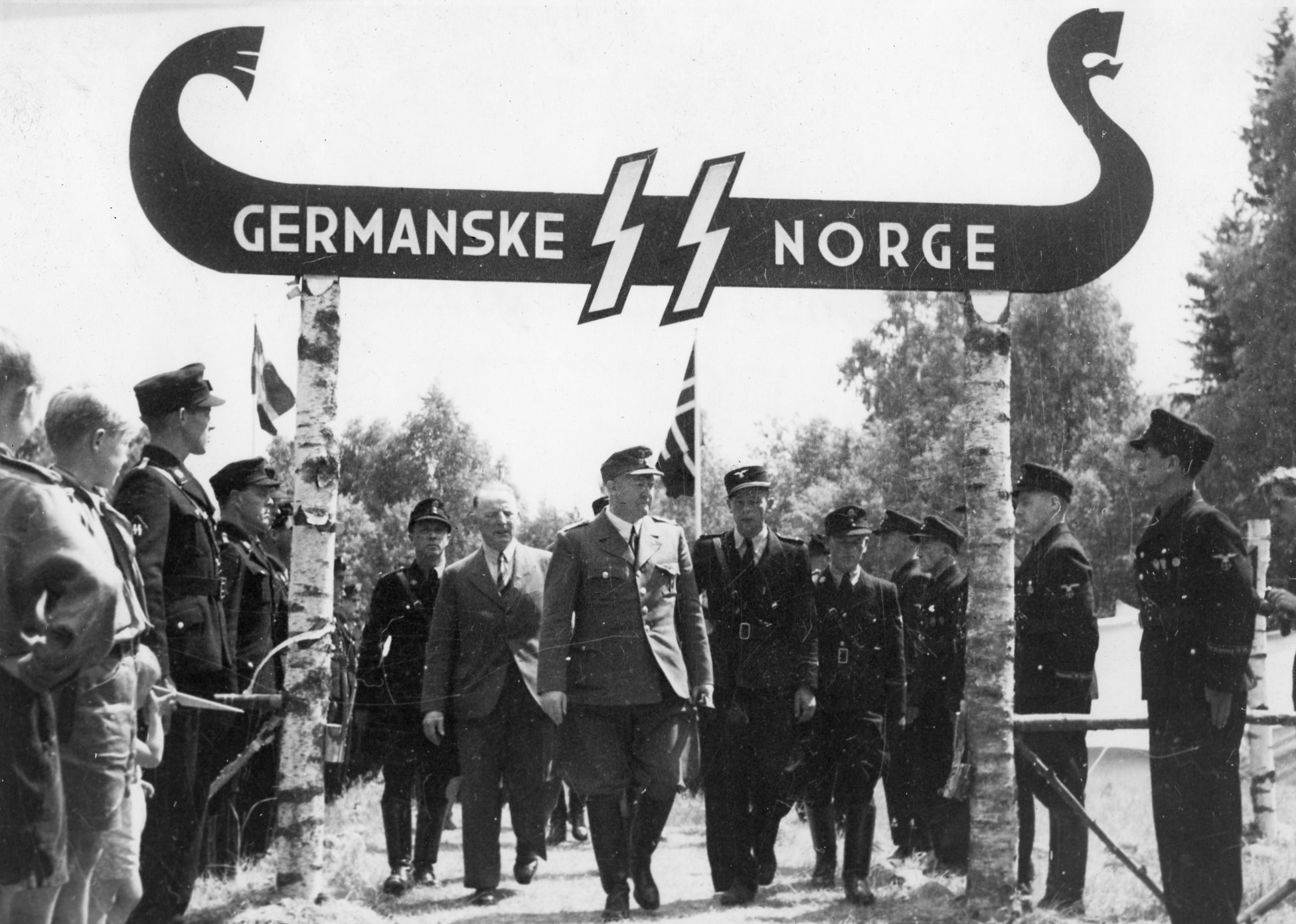
Veranstaltung der Germanischen SS in Norwegen (1941).

Vor dem Zweiten Weltkrieg hatten sowohl Dänemark als auch Norwegen Parteien, die sich ideologisch am Faschismus oder Nationalsozialismus orientierten: Die Dänische Nationalsozialistische Arbeiterpartei (Danmarks Nationalsocialistiske Arbejderparti; DNSAP) wurde 1930 gegründet, hatte aber bis 1939 nur drei Sitze im Parlament.
Bis 1933 war Vidkun Quisling der Führer der norwegischen Partei Nasjonal Samling (NS). Die Partei war politisch nicht erfolgreich, bis nach der Eroberung Norwegens im Jahr 1940 eine deutschfreundliche Regierung an die Macht kam. Zu diesem Zeitpunkt wurde die norwegische Staatspolizei, die 1937 abgeschafft worden war, wieder neu gebildet, um der Gestapo in Norwegen zu assistieren.
In den Niederlanden hatte die Nationaal-Socialistische Beweging (NSB) vor dem Krieg größeren politischen Erfolg. Die Partei erhielt vier Prozent der Stimmen in den nationalen Wahlen 1937. Nach der Besetzung im Jahre 1940 unterstützten alle diese Gruppen in ihren jeweiligen Ländern Nazi-Deutschland und waren ein Rekrutierungsbecken für die Waffen-SS.
Die Idee der Nationalsozialisten bei der Kooptierung zusätzlicher „germanischer Menschen“ in der SS stammt bis zu einem gewissen Grad aus dem völkischen Glauben heraus, dass die ursprüngliche arisch-germanische Heimat in Skandinavien liege und dass im rassisch-ideologischen Sinne, Menschen von dort oder den benachbarten nordeuropäischen Regionen ein Reservoir an nordisch-germanischem Blut wäre.
Die Eroberung weiter Teile Westeuropas ermöglichte den Deutschen, und vor allem der Schutzstaffel, Zugang zu diesen „potentiellen Rekruten“ zu erlangen, die als Teil der größeren „germanischen Familie“ galten. Vier dieser eroberten Nationen (Dänemark, Norwegen, die Niederlande und die flämischsprechenden Belgier) waren nach der Meinung der damaligen Reichsführung SS reich an „germanischen Menschen“. Heinrich Himmler nannte die Menschen dieser Länder im Hinblick auf ihre germanische Eignung „blutsmässig unerhört wertvolle Kräfte“. Dementsprechend wurden einige von ihnen in die SS rekrutiert und genossen, wie ausländische Arbeiter aus diesen Regionen, die höchsten Privilegien, was auch den uneingeschränkten sexuellen Kontakt mit deutschen Frauen beinhaltete. Begierig darauf, ihren Bereich zu erweitern, betrachteten fanatische Nationalsozialisten wie Gottlob Berger, der Leiter des SS-Hauptamtes, die Germanische SS als grundlegend für ein aufkeimendes deutsches Weltreich.
Himmlers Vision für eine Germanische SS begann mit der Idee einer Zusammenlegung der Niederlande, Belgiens und Nordost-Frankreichs zu einem westgermanischen Staat namens Burgundia, der von der SS (im Rahmen des „Großgermanischen Reiches deutscher Nation“) als Sicherheitspuffer Deutschlands gebildet werden sollte. Im Jahre 1940 manifestierte sich in Flandern die Germanische SS zum ersten Mal, als die Allgemeene-SS Vlaanderen („Allgemeine SS Flandern“) gegründet wurde, zwei Monate später gefolgt von der Germaansche SS Nederland („Germanische SS Niederlande“) in den Niederlanden und im Mai 1941 von der Germanske SS Norge („Germanische SS Norwegen“) in Norwegen. Die letzte Nation, in der eine Germanische SS gegründet wurde, war Dänemark, deren Germansk Korpet („Germanisches Korps“, später Schalburg Corps genannt) im April 1943 entstand.
Im Sinne der SS dachten sie von ihren Landsleuten nicht in Begriffen von nationalen Grenzen, sondern in Begriffen von rassischer Zusammensetzung. Dies war ihnen konzeptionell als Deutschtum bekannt, eine größere Idee, die die traditionellen politischen Grenzen überschritt. Während die SS-Führung eine imperialistische und halbautonome Beziehung zu den nordisch-germanischen Ländern wie Dänemark, den Niederlanden und Norwegen als Mitwirkende eines größeren germanischen Imperiums plante, verweigerte Hitler diesen Ländern, trotz des fortgesetzten Drucks von hochrangigen SS-Mitgliedern, den gewünschten Grad an Unabhängigkeit einzuräumen.

## Aufgabenbereich
Die Aufgabe der Germanischen SS war es, die deutschvölkische Rassentheorie, insbesondere ihre antisemitischen Auffassungen, durchzusetzen. Sie betätigte sich in der Regel als örtliche Sicherheitspolizei, die die deutschen Einheiten der Gestapo, des Sicherheitsdienstes (SD) und der anderen Hauptabteilungen des Reichssicherheitshauptamtes (RSHA) unterstützten. Ihre Hauptaufgabe während des Krieges bestand darin, Partisanen, subversive Organisationen und jede Gruppe, die die NS-Ideologie ablehnte, aufzustöbern. In anderen Fällen wurden diese ausländischen Einheiten der SS von großen deutschen Firmen beschäftigt, um Propaganda für die nationalsozialistische Ideologie unter ihren Landsleuten zu machen und die Arbeiter zu überwachen und zu kontrollieren.
Mehr als dies aber war die Einbeziehung anderer germanischer Menschen Teil des Versuches der Nationalsozialisten, Europa im Kollektiv zu germanisieren und damit zur Schaffung eines Weltreiches beizutragen, das von germanischen Menschen auf Kosten anderer Rassen regiert werden sollte.
Eine der berüchtigtsten Gruppen gab es in den Niederlanden, wo die Germanische SS zum Zusammentreiben der Juden eingesetzt wurde. Von den 140.000 Juden, die vor 1940 in den Niederlanden gelebt hatten, überlebten nur rund 24.000 den Krieg, indem sie sich versteckten. Trotz ihrer relativ geringen Anzahl wurden insgesamt 512 Juden aus Oslo von der norwegischen Polizei und der Germanske SS Norge inhaftiert; einmal gefangen, wurden sie nach Auschwitz deportiert. Noch mehr Juden wurden außerhalb von Oslo zusammengetrieben, aber die Gesamtzahl der eingefangenen norwegischen Juden erreichte im Laufe des Krieges niemals mehr als Tausend. Ähnliche Maßnahmen wurden von der SS gegen die etwa 6.500 dänischen Juden geplant, aber den meisten gelang es sich in Dänemark zu verstecken oder nach Schweden zu entkommen, bevor der hochrangige deutsche Stellvertreter in Dänemark, SS-General Werner Best, die SS-Kräfte zu seiner Verfügung aufstellen und seine geplanten Razzien und Deportationen abschließen konnte.

## Organisationen

Die Flagge der Niederländischen SS

Die folgenden Länder errichteten aktive Abteilungen der Germanischen SS:
- Niederlande: Germaansche SS in Nederland (vor 1942: Nederlandsche SS)
- Flandern (Belgien): Germaansche SS in Vlaanderen (vor 1942: Algemeene-SS Vlaanderen)
- Norwegen: Germanske SS Norge (vor 1942: Norges SS)
- Dänemark: Schalburg Corps

Eine nationalsozialistische Untergrund-Organisation existierte auch in der Schweiz, bekannt als die Germanische SS Schweiz. Sie hatte nur sehr wenige Mitglieder und wurde von der Schweizer Behörde als eine faschistische Splittergruppe betrachtet.

## Nach dem Krieg
Nach dem Zweiten Weltkrieg wurden viele Mitglieder der Germanischen SS von ihren jeweiligen Ländern als Vaterlandsverräter vor Gericht gestellt. Unabhängige Kriegsverbrecherprozesse (außerhalb der Zuständigkeit der Nürnberger Prozesse) wurden in mehreren europäischen Ländern wie den Niederlanden, Norwegen und Dänemark durchgeführt.

## Dienstgrade
Die Germanische SS verwendete ein System von Rangabzeichen auf der Grundlage der Dienstgrade und Rangabzeichen der Schutzstaffel. Die verschiedenen Namen der Dienstgrade wurden je nach dem jeweiligen Land, in dem sie verwendet wurden, leicht modifiziert.
Die folgende Übersicht zeigt einen Vergleich von regulären SS-Dienstgraden und Dienstgraden der Germanischen SS:
| Äquivalenter SS Rang   | Niederlande/Belgien    | Norwegen             | Dänemark        | SS-Insignien |
| ---------------------- | ---------------------- | -------------------- | --------------- | ------------ |
| SS-Obergruppenführer   | SS-Oppergroepsleider   | –                    | –               |              |
| Gruppenführer          | SS-Groepsleider        | Stabsleder           | –               |              |
| SS-Brigadeführer       | SS-Brigadeleider       | SS-brigadefører      | –               |              |
| SS-Oberführer          | SS-Opperleider         | SS-nestbrigadefører  | –               |              |
| SS-Standartenführer    | SS-Standaardleider ‡   | SS-standartfører     | Oberst          |              |
| SS-Obersturmbannführer | SS-Opperstormbanleider | SS-neststandartfører | Oberstløjtnant  |              |
| SS-Sturmbannführer     | SS-Stormbanleider      | SS-stormbannfører    | Major           |              |
| SS-Hauptsturmführer    | SS-Hoofdstormleider    | SS-høvedsmann        | Kaptajn         |              |
| SS-Obersturmführer     | SS-Opperstormleider    | SS-stormfører        | Overløjtnant    |              |
| SS-Untersturmführer    | SS-Onderstormleider    | SS-neststormfører    | Løjtnant        |              |
| SS-Sturmscharführer    | –                      | –                    | Fændrik         |              |
| SS-Hauptscharführer    | SS-Hoofdschaarleider   | SS-troppfører        | Stabsvagtmester |              |
| SS-Oberscharführer     | SS-Opperschaarleider   | SS-nesttroppfører    | Obervagtmester  |              |
| SS-Scharführer         | SS-Schaarleider        | SS-lagfører          | Vagtmester      |              |
| SS-Unterscharführer    | SS-Onderschaarleider   | SS-nestlagfører      | Obertropsfører  |              |
| SS-Rottenführer        | SS-Rottenleider        | SS-rodefører         | –               |              |
| SS-Sturmmann           | SS-Stormman            | SS-stormmann         | Tropsfører      |              |
| SS-Mann                | SS-Man                 | SS-mann              | Schalburgmand   |              |
| SS-Anwärter            | SS-Maat                | –                    | –               | Keine        |

‡ Die Flamen in Belgien benutzten dieselben Titel wie die niederländische SS. Ein Dienstgrad über dem SS-Standartenführer ist nicht vorgekommen.